# آندریامنا
آندریامنا (به لاتین: Andriamena) یک منطقهٔ مسکونی در ماداگاسکار است که در تساراتانانا واقع شده‌است. آندریامنا ۲٬۶۹۸ نفر جمعیت دارد و ۷۷۱ متر بالاتر از سطح دریا واقع شده‌است.